# گروه گژوبا
گروه گژوبا (انگلیسی: Gezhouba Group) شرکت مهندسی چینی است، که در سال ۲۰۰۶ تأسیس شد.